# Coenotephria malvata
Coenotephria malvata är en fjärilsart som beskrevs av Jules Pièrre Rambur 1832. Coenotephria malvata ingår i släktet Coenotephria och familjen mätare. Inga underarter finns listade i Catalogue of Life.